# Mcclungia praeceptrix
Mcclungia praeceptrix är en fjärilsart som beskrevs av Fox 1940. Mcclungia praeceptrix ingår i släktet Mcclungia och familjen praktfjärilar. Inga underarter finns listade i Catalogue of Life.